# بگذار همه صحبت کنند (فیلم)
بگذار همه صحبت کنند (انگلیسی: Let Them All Talk) یک فیلم کمدی-درام آمریکایی محصول سال ۲۰۲۰ به کارگردانی استیون سودربرگ بر اساس فیلمنامه‌ای از دبورا آیزنبرگ است. در این فیلم مریل استریپ، دایان ویست، کندیس برگن، لوکاس هجز و جما چان به ایفای نقش پرداخته‌اند. بسیاری از دیالوگ‌ها توسط بازیگران بداهه ساخته شد و سودربرگ فیلم را با استفاده از نور طبیعی و تجهیزات کمی روی کشتی آرام‌اس کوئین مری ۲ فیلمبرداری کرد.
این فیلم به صورت دیجیتالی در ۱۰ دسامبر ۲۰۲۰ توسط اچ‌بی‌او مکس منتشر شد.

## داستان
در مورد یک نویسنده مشهور به نام آلیس می‌باشد که در تلاش است برای یافتن خوشبختی با گذشته پیچیده خود کنار بیاید. اکنون او تصمیم دارد تا با دوستان و برادرزاده خود به یک سفر دریایی برود.

## بازخوردها
بر اساس وب‌سایت جمع‌آوری نقد راتن تومیتوز از نقد ۱۱۴ منتقد، این فیلم امتیاز ۷٫۲ از ۱۰ را کسب کرد. در متاکریتیک، این فیلم بر اساس ۳۱ نقد، میانگین امتیاز ۷۲ از ۱۰۰ را به خود اختصاص داد که نشان‌دهنده «بررسی‌های عموماً مطلوب» است.